# Isaac Ratcliffe
Isaac Ratcliffe, född 15 februari 1999, är en kanadensisk professionell ishockeyforward som är kontrakterad till Philadelphia Flyers i National Hockey League (NHL) och spelar för Lehigh Valley Phantoms i American Hockey League (AHL). Han har tidigare spelat för Guelph Storm i Ontario Hockey League (OHL).
Ratcliffe draftades av Philadelphia Flyers i andra rundan i 2017 års draft som 35:e spelare totalt.

## Statistik
| 2014–2015  | London Jr. Knights     | AH         | 32  | 22  | 27 | 49  | 16  | 13 | 6  | 1  | 7  | 12 |
| 2015–2016  | Guelph Storm           | OHL        | 46  | 5   | 8  | 13  | 24  | —  | —  | —  | —  | —  |
| 2016–2017  | Guelph Storm           | OHL        | 67  | 28  | 26 | 54  | 65  | —  | —  | —  | —  | —  |
| 2017–2018  | Guelph Storm           | OHL        | 67  | 41  | 27 | 68  | 58  | 6  | 5  | 4  | 9  | 8  |
|            | Lehigh Valley Phantoms | AHL        | 2   | 1   | 0  | 1   | 4   | —  | —  | —  | —  | —  |
| 2018–2019  | Guelph Storm           | OHL        | 65  | 50  | 32 | 82  | 105 | 24 | 15 | 15 | 30 | 20 |
| 2019–2020  | Lehigh Valley Phantoms | AHL        | 53  | 6   | 9  | 15  | 40  | —  | —  | —  | —  | —  |
| 2020–2021  | Lehigh Valley Phantoms | AHL        | 22  | 2   | 6  | 8   | 15  | —  | —  | —  | —  | —  |
| 2021–2022  | Philadelphia Flyers    | NHL        | 1   | 0   | 0  | 0   | 0   | —  | —  | —  | —  | —  |
|            | Lehigh Valley Phantoms | AHL        | 31  | 4   | 6  | 10  | 34  | —  | —  | —  | —  | —  |
| NHL totalt | NHL totalt             | NHL totalt | 1   | 0   | 0  | 0   | 0   | —  | —  | —  | —  | —  |
| AHL totalt | AHL totalt             | AHL totalt | 108 | 13  | 21 | 34  | 93  | —  | —  | —  | —  | —  |
| OHL totalt | OHL totalt             | OHL totalt | 245 | 124 | 93 | 217 | 252 | 30 | 20 | 19 | 39 | 28 |

### Internationellt
| Källa: Uppdaterad: 2022-01-31 | Källa: Uppdaterad: 2022-01-31 | Källa: Uppdaterad: 2022-01-31 |         | Utv = Utvisningsminuter | Utv = Utvisningsminuter | Utv = Utvisningsminuter | Utv = Utvisningsminuter | Utv = Utvisningsminuter |
| År                            | Lag                           | Mästerskap                    | Matcher | Mål                     | Assists                 | Poäng                   | Utv                     |                         |
| ----------------------------- | ----------------------------- | ----------------------------- | ------- | ----------------------- | ----------------------- | ----------------------- | ----------------------- | ----------------------- |
| 2017                          | Kanada                        | U18-VM                        | 5       | 2                       | 0                       | 2                       | 6                       |                         |
| Junior totalt                 | Junior totalt                 | Junior totalt                 | 5       | 2                       | 0                       | 2                       | 6                       |                         |